# Jiří Antonín Benda
Jiří Antonín Benda (30. června 1722 Staré Benátky – 6. listopadu 1795 Bad Köstritz, Sasko) byl český hudební skladatel období klasicismu.

## Život
Jiří Antonín Benda studoval u piaristů v Kosmonosích a u jezuitů v Jičíně. V obou kolejích se tradičně pěstovala hudba a Benda si odtud odnesl též znalost působivého řečnického projevu a zásad správné deklamace, což velmi ovlivnilo jeho hudební zaměření. V roce 1742 se odstěhoval do Berlína, kam byl pozván i s rodiči pruským králem Fridrichem II., jenž byl obdivovatelem jeho bratra, skladatele a houslového virtuóza Františka Bendy. Roku 1750 se Jiří Antonín stal rovněž kapelníkem, a to u sasko-gothajsko-altenburského vévody Fridricha III. v Gotě. Krátce byl ředitelem hudby hamburského divadla. V roce 1781 navštívil Paříž, kde měla premiéru jeho opera Romeo a Julie. V Německu pobýval až do roku 1778, kdy se pokusil získat ve Vídni místo kapelníka u německé opery, kterou chtěl zřídit Josef II. Vkusu vídeňského publika však nevyhověl a roztrpčen neúspěchem rezignoval na skladatelskou dráhu a zbytek života strávil putováním z místa na místo a věnoval se plně filosofickým úvahám.. Již v Berlíně konvertoval k protestantismu a vstoupil do zednářské lóže.

## Charakteristika díla
Význam Jiřího Antonína Bendy spočívá především v oboru melodramatu, jehož byl zakladatelem. Zvláště jeho první díla Ariadna na Naxu a Medea reprezentují tuto hudební formu. Myšlenku střídání hudby a mluveného slova přejal od J. J. Rousseaua, prakticky i umělecky ji však uvedl v život. Rousseau chtěl ovšem hudbou vytvářet podklad pro pohybovou stránku hercova projevu, Bendovým základním požadavkem byla dramatická pravdivost – chtěl vytvořit nové hudební drama. V nejrozšířenější hudebně dramatické formaci té doby – italské opeře – dominovala hudba a všechny ostatní složky se jí podřizovaly. Průkopníci nových uměleckých snah usilovali o vývoj směrem k větší životnosti, k realismu. Benda vykonal na této cestě nejradikálnější krok. Spojil hudbu a slovo takovým způsobem, aby byla slovu v největší možné míře uchována jeho sdělovací schopnost. Hudba se tím ovšem ocitla v postavení podřízené složky, jejímž hlavním úkolem bylo podporovat dramatický účinek textu. Své kompoziční zkušenosti z dramatické oblasti přenášel Benda i do děl instrumentálních, skládal především symfonie (30), cembalové koncerty, kantáty (přes 100), komorní skladby, opery, klavírní sonáty a scénickou hudbu.

## Opery
- Xindo riconosciuto (libreto Giovanni Andrea Galletti, opera seria, 1765, Gotha)
- Il buon marito (libreto Giovanni Andrea Galletti, intermezzo, 1766, Gotha)
- Il nuove maestro di capella (intermezzo, 1766, Gotha)
- Ariadna na Naxu (v originále Ariadne auf Naxos, libreto Johann Christian Brandes, melodram, 1775, Gotha)
- Vesnický trh (Der Dorfjahrmarkt/Lukas und Bärbchen) (libreto Friedrich Wilhelm Gotter, singspiel, 1775, Gotha)
- Medea (libreto Friedrich Wilhelm Gotter, melodram, 1775, Lipsko)
- Walder (libreto Friedrich Wilhelm Gotter, singspiel, 1776, Gotha)
- Romeo und Julie (libreto Friedrich Wilhelm Gotter, singspiel, 1776, Gotha)
- Der Holzhauer oder Die drey Wünsche (libreto Friedrich Wilhelm Gotter, singspiel, 1778, Gotha)
- Pygmalion (libreto Friedrich Wilhelm Gotter, melodram, 1779, Gotha)
- Philon und Theone, revidováno jako Almansor und Nadine, (autor libreta neznámý, 1779, Gotha)
- Das tartarische Gesetz (libreto Friedrich Wilhelm Gotter, singspiel, 1787, Mannheim)

## Ohlasy díla
Přes zmíněný vídeňský neúspěch se však Benda dočkal ocenění u mnoha význačných osobností uměleckého života, jeho skladby výrazně zapůsobily např. na Mozarta, který obě výše uvedené skladby zbožňoval natolik, že je neustále vozil s sebou. Rovněž básník Friedrich Schiller uvádí, že Bendova Ariadna je výjimečné dílo, které se ho zcela zmocnilo. Benda zpracoval též Shakespearovu tragédii Romeo a Julie.
Jméno skladatele Jiřího Antonína Bendy nese český Bendův komorní orchestr.